# Wow (Verdena)
Wow è il quinto album in studio dei Verdena pubblicato sotto forma di doppio CD il 18 gennaio 2011 da Universal Music Group. È stato pubblicato in questa data in Italia e Svizzera. Wow è uscito anche in vinile il 30 gennaio dello stesso anno, mentre il 20 settembre successivo è uscito in versione deluxe: i due dischi in formato digipak sono affiancati a un DVD del Wow Tour 2011, con immagini amatoriali realizzate dalla band durante il tour, da cui il nome Amatour.

## Descrizione
(Alberto Ferrari)
(Roberta Sammarelli)
L'album è stato registrato in un ex pollaio adibito a studio di registrazione, l'HenHouse Studio. Il gruppo suonava in questo studio già dal 1992, ma solo da Il suicidio dei samurai in poi è stato scelto come studio di registrazione dei dischi.
I 12 pezzi necessari per pubblicare un album erano già pronti nel 2009, ma Alberto Ferrari, non soddisfatto della brevità del prodotto, ne ha scritti molti altri fino ad arrivare a circa 50. Ritenendo questa volta che i brani fossero troppi, i Verdena ne hanno esclusi alcuni fino ad arrivare, dapprima a 25, poi a 27, ovvero 1 ora e 23 minuti complessivi. Come affermato da Ferrari, pubblicare un album di 27 tracce su un unico CD avrebbe reso l'ascolto troppo pesante, perciò l'unico modo per mantenere integra l'unità del lavoro e, allo stesso tempo, intrattenere l'ascoltatore sarebbe stata quella di fare una pausa dopo 40 minuti di musica e dividere le tracce in due dischi. Questa esigenza artistica rese tesi i rapporti tra il gruppo e i discografici dell'etichetta con cui hanno il contratto, la Universal, perché essi ritenevano il doppio album un "suicidio commerciale". Alla fine la Universal ha acconsentito a pubblicare e distribuire il doppio album solo se non avesse avuto l'obbligo di finanziare i videoclip dei singoli per promuoverlo. Razzi arpia inferno e fiamme infatti è stato realizzato con un budget di soli 5000 euro.
La maggior parte dei brani sono stati composti al pianoforte anziché alla chitarra, dando spazio a nuove soluzioni musicali.
Il titolo del disco è stato proposto da Luca ed è stato utilizzato sia perché palindromo sia perché si adattava alle atmosfere solari del disco, facendo da controparte al precedente Requiem. Wow/Grape Jam è anche il titolo del doppio album dei Moby Grape. Secondo quanto affermato da Alberto, nonostante i membri dei Verdena ascoltassero questa band psichedelica, vennero a conoscenza di Wow/Grape Jam quando già avevano scelto il proprio titolo.
A supporto del gruppo durante le esibizioni dal vivo si è aggiunto il polistrumentista Omid Jazi, che si occupato delle partiture delle seconde chitarre, delle tastiere e dei cori. In preparazione del WOW Tour il gruppo e il turnista hanno provato i brani per otto-nove ore giornaliere durante tutto il mese che ha preceduto l'inizio del tour.
L'album è presente nella classifica dei 100 dischi italiani più belli di sempre secondo Rolling Stone Italia alla posizione numero 19.

## Singoli estratti
Ad anticipare l'uscita del disco, il 13 dicembre 2010 viene diffuso il videoclip di Razzi arpia inferno e fiamme, diretto da Ivana Smudja. Il 18 marzo 2011 il brano Scegli me (Un mondo che tu non vuoi) viene diffuso dalle emittenti radiofoniche, mentre il videoclip, diretto da Saku, viene presentato in anteprima su Corriere.it l'8 aprile 2011. Invece, il video del terzo singolo, Miglioramento, diretto da Fabio Capalbo, viene pubblicato su Wired.it il 9 novembre 2011.

## Influenze
Tra gli ascolti che hanno influenzato la realizzazione del disco Alberto Ferrari cita Brian Wilson e i Beach Boys (specialmente l'album Pet Sounds), i Flaming Lips, gli MGMT, Paul McCartney, Mango, Lucio Battisti (specificamente l'album Anima Latina) e Mogol per le liriche. In particolare il disco Anima Latina ha influenzato Alberto Ferrari sotto l'aspetto testuale e sotto l'aspetto della produzione per quanto riguarda le voci, che nel disco di Battisti sono volutamente molto basse. «Se alzo il volume della voce perde potenza il resto. È come se fosse un assolo costante» ha dichiarato Alberto.

## Accoglienza
| Recensione                   | Giudizio |
| ---------------------------- | -------- |
| AudioRewiev                  |          |
| Alias                        | Positivo |
| Blow Up                      |          |
| Buscadero                    |          |
| Gentlemen's Quarterly Italia | Positivo |
| Il Venerdì                   |          |
| Rock Hard                    |          |
| Ondarock                     |          |
| Storia della Musica          |          |

Wow, considerato un album ambizioso che segna la maturità del gruppo bergamasco. È stato accolto dalla critica italiana in maniera positiva e talvolta consacrato a capolavoro della musica italiana. Ne è stata elogiata la poliedricità degli stili musicali (che comprendono alternative rock, stoner rock, psichedelia, rock progressivo, folk), le atmosfere anni sessanta e anni settanta e la cura negli arrangiamenti e nelle orchestrazioni.
Sono stati tracciati alcuni parallelismi con altri album doppi come Mellon Collie and the Infinite Sadness degli Smashing Pumpkins e il White Album dei Beatles.
Sulla rivista Alias è stato scritto: «Wow è un capolavoro! Era dai tempi di Hai paura del buio? che non ascoltavamo un disco italiano di tale livello.» Su Buscadero è stato definito «un disco caleidoscopico e ricco che, a dispetto di una natura pop assai marcata, necessita di numerosi ascolti per essere assorbito e apprezzato appieno.» Su Rock Hard invece è stato considerato «un lavoro elegante e di classe che necessita di molto tempo per essere assimilato.»

## I brani
- Loniterp è un anagramma del gruppo Interpol, da cui riprende le intense sonorità,[7] ed è il contrario di una crema per il trattamento dell'acne, il Pretinol.[28][29][30][31] Inoltre il finale del brano è un frammento di una trasmissione radiofonica dell'est europeo (probabilmente bulgara o slovena) di cui curiosamente è possibile prendere la frequenza dall'Henhouse Studio.[32]
- MiGlioraMenTo inizialmente si chiamava MGMT in onore del gruppo musicale statunitense, apprezzato dai Verdena (soprattutto dalla bassista Roberta Sammarelli)[33] e con cui hanno suonato dal vivo come gruppo di supporto.[7][28][34][35]
- Lui gareggia parla di un uomo che corre in macchina, esaltandosi.[33]
- Il titolo Le scarpe volanti si riferisce alla pratica di legare tra loro i lacci di due scarpe e di scagliare queste ultime in aria (scarpe volanti), in modo da farle restare appese ai cavi delle linee elettriche o telefoniche come segnalazione di luoghi dove vi è spaccio o consumo di droghe.[30] Alberto Ferrari ha inoltre affermato che «il titolo è una situazione di...piedi che puzzano. E bisogna lanciare, quindi, le scarpe quando succede per allontanare la puzza».[36]
- L'introduzione di Rossella Roll Over è una citazione da Ob-La-Di, Ob-La-Da dei Beatles.[37]
- Il titolo della canzone A Capello è dedicato all'allenatore Fabio Capello. Infatti la canzone venne composta durante i Mondiali del 2010 quanto l'allenatore italiano era al centro di polemiche per l'eliminazione della nazionale inglese, da lui guidata.[38] La canzone è nata sulla tastiera e poi è stata trasformata in una traccia "vocale".[39]
- La Volta è nato come uno "scherzo da studio" creata attraverso l'automazione dei faders con il banco del mixer[40] da Luca Ferrari.[41] Il brano ricorda ad Alberto i The Chemical Brothers.[42]
- 12,5 mg, scritta da Luca Ferrari, ha atmosfere vicine alle colonne sonore di Morricone per quanto riguarda l'utilizzo dei synth.[43] Il brano contiene anche dei riferimenti alle atmosfere sonore dell'album Anima Latina di Lucio Battisti, in particolare all'introduzione del brano La nuova America.[senza fonte]
- Canzone Ostinata ricorda ad Alberto le sonorità di Johnny Cash.[44]
- Il titolo del brano Lei disse è una possibile citazione dalla canzone She Said She Said dei Beatles, dall'album Revolver del 1966.[senza fonte]

## Citazioni e curiosità
- Questo album è citato in Maltempo, terza traccia di Non è gratis, album di debutto del duo Rapstar.

## Tracce
Tutti i testi scritti da Alberto Ferrari (eccetto dove indicato), tutte le musiche composte dai Verdena.
Edizioni musicali Universal Music Italia Srl/Jestrai
CD1
1. Scegli me (Un mondo che tu non vuoi) – 2:31
2. Loniterp – 4:10
3. Per sbaglio – 3:24
4. Mi coltivo – 4:41
5. Razzi arpia inferno e fiamme – 3:01 (testo: Alberto Ferrari, Roberto Longaretti)
6. Adoratorio – 2:29
7. Miglioramento – 4:14
8. Il nulla di O. – 2:09
9. Lui gareggia – 1:44
10. Le scarpe volanti – 3:02
11. Castelli per aria – 3:57
12. Sorriso in spiaggia pt. 1 – 2:42
13. Sorriso in spiaggia pt. 2 – 4:40

CD2
1. Attonito – 2:05
2. È solo lunedì – 4:49
3. Tu e me – 1:52
4. Badea blues – 3:27
5. Nuova luce – 4:35
6. Grattacielo – 2:51
7. A capello – 2:26
8. Rossella roll over – 3:28
9. Canzone ostinata – 2:31
10. 12,5 mg – 1:11
11. Sul ciglio – 0:54
12. Letto di mosche – 2:38
13. La volta – 3:36
14. Lei disse (Un mondo del tutto differente) – 4:00

## Formazione
Di seguito sono riportati i musicisti e i relativi strumenti che hanno suonato durante le registrazioni dell'album.

### Gruppo
- Alberto Ferrari - voce, chitarre (eccetto le tracce 1.1, 1.3, 1.10, 1.13, 2.7, 2.10, 2.14), pianoforte (eccetto 1.3, 1.5, 1.9, 2.1, 2.3, 2.10, 2.11, 2.12, 2.13), tastiere (nelle tracce 1.4, 1.6, 1.7, 1.12, 1.13, 2.5, 2.8, 2.12, 2.13, 2.14), mellotron (1.1, 1.3, 1.4, 1.5, 1.6, 1.11, 1.12, 1.13, 2.4, 2.12), basso (1.9, 1.10, 1.11, 2.3, 2.4, 2.11, 2.12, 2.13), piano rhodes (1.3, 1.10, 2.13), moog (1.8), organo quag (2.1), organo (2.5), xilofono (2.5), kazoo (2.7), wurlitzer (2.14), marimba (2.14), batteria (2.12)
- Luca Ferrari - batteria (eccetto 1.4, 2.10, 2.12), percussioni (eccetto 1.1, 1.4, 1.8, 1.9, 1.10, 1.13, 2.6, 2.10), synth (1.1, 1.2, 1.3, 1.4, 1.6, 1.10, 1.13, 2.1, 2.2, 2.5, 2.6, 2.8, 2.9, 2.11, 2.12, 2.13, 2.14), tastiere (1.1, 2.2, 2.6, 2.12), moog (1.1, 1.13, 2.1), fisarmonica (1.2, 1.8, 2.6), loops (1.4, 2.6, 2.13), xilofono (1.2, 1.7), piatti (1.4, 1.7), voce (2.1), organ loop (1.2), drum kit (1.4), radio (1.8), piano rhodes (1.8), piano solo (1.11), nacchere (1.13), djembe (1.13), echo (2.2), drum machine (2.4), "uccellini, cane" (2.6)
- Roberta Sammarelli - basso (eccetto le tracce 1.8, 1.9, 1.10, 1.11, 2.3, 2.4, 2.7, 2.10, 2.11, 2.12, 2.13), mellotron (1.1, 1.2, 2.8), violoncello (tracce 1.3, 2.8), cori

### Altri musicisti
- Mirko Zanga - chitarra (1.3)
- Stefano Rossi - violino (1.3, 2.3)
- Ettore Begnis - violino (2.3)
- Marco Lorenzi - viola (2.3)
- Flavio Bombardieri - violoncello (2.3)
- Stefano Galli - lap steel guitar (2.4)

## Successo commerciale
Il disco debutta alla seconda posizione della classifica ufficiale italiana FIMI.
Il 16 gennaio 2012 il disco si posiziona alla posizione 74 nella top 100 di vendite FIMI del 2011.
A fine 2013 Wow viene certificato disco d'oro per aver superato le 30 000 copie vendute.

## Classifiche FIMI

### Classifica di fine anno
| Classifica (2011) | Posizione |
| ----------------- | --------- |
| Italia            | 74        |

### Andamento nella classifica FIMI
| Posizione | 2 | 20 | 11 | 10 | 21 | 27 | 28 | 39 | 42 | 47 | 78 | 77 | 92 | - | 88 |